# Загвіздянська сільська рада
Загві́здянська сільська́ ра́да — адміністративно-територіальна одиниця та орган місцевого самоврядування в Тисменицькому районі Івано-Франківської області. Адміністративний центр — село Загвіздя.

## Загальні відомості
- Територія ради: 18,01 км²
- Населення ради: 3 684 особи (станом на 2001 рік)
- Територією ради протікає річка Бистриця Солотвинська

## Населені пункти
Сільській раді підпорядковані населені пункти:
- с. Загвіздя

## Склад ради
Рада складається з 20 депутатів та голови.
- Голова ради: Білогубко Любомир Миколайович
- Секретар ради: Буробіна Світлана Іванівна

### Керівний склад попередніх скликань
| Прізвище, ім'я, по батькові   | Основні відомості                                                            | Дата обрання | Дата звільнення |
| ----------------------------- | ---------------------------------------------------------------------------- | ------------ | --------------- |
| Бігун Петро Олексійович       | Сільський голова, 1958 року народження, безпартійний                         | 26.03.2006   | 31.10.2010      |
| Білогубко Любомир Миколайович | Сільський голова, 1970 року народження, позапартійний, приватний підприємець | 31.10.2010   |                 |

Примітка: таблиця складена за даними сайту Верховної Ради України та ЦВК

### Депутати
За результатами місцевих виборів 2010 року депутатами ради стали:

#### За суб'єктами висування
| Суб'єкт висування | Кількість обраних депутатів | %   |
| ----------------- | --------------------------- | --- |
| Самовисування     | 20                          | 100 |

#### За округами
| № округу | Прізвище, ім'я, по батькові   | Дата визнання обраним | Освіта             | Партійна приналежність | Відомості про обраного депутата                             |
| -------- | ----------------------------- | --------------------- | ------------------ | ---------------------- | ----------------------------------------------------------- |
| 1        | Калакура Марія Теофілівна     | 03.11.2010            | вища               | позапартійна           | Загвіздянська загальноосвітня школа, вчитель                |
| 2        | Тимків Віктор Іванович        | 03.11.2010            | вища               | позапартійний          | приватний підприємець                                       |
| 3        | Драганчук Євген Ярославович   | 03.11.2010            | середня спеціальна | позапартійний          | тимчасово не працює                                         |
| 4        | Гребінник Мар'яна Миколаївна  | 03.11.2010            | вища               | позапартійна           | Загвіздянська загальноосвітня школа, вчитель                |
| 5        | Михайлів Галина Іванівна      | 03.11.2010            | вища               | позапартійна           | Загвіздянська загальноосвітня школа, вчитель                |
| 6        | Костишин Марія Петрівна       | 03.11.2010            | середня спеціальна | позапартійна           | пенсіонер                                                   |
| 7        | Танюк Ганна Павлівна          | 03.11.2010            | середня спеціальна | позапартійна           | тимчасово не працює                                         |
| 8        | Ружицька Наталія Юріївна      | 03.11.2010            | середня спеціальна | позапартійна           | декретна відпустка                                          |
| 9        | Петрів Оксана Павлівна        | 03.11.2010            | середня            | позапартійна           | Івано-Франківське державне підприємство торгівлі, економіст |
| 10       | Сикіш Ольга Петрівна          | 03.11.2010            | середня            | позапартійна           | виконком сільської ради с. Загвіздя, секретар               |
| 11       | Длугош Ігор Іванович          | 03.11.2010            | вища               | позапартійний          | ІФФ ПАТ КБ"Приват-банк", юрист                              |
| 12       | Настишин Марія Миколаївна     | 03.11.2010            | середня            | позапартійна           | дитячий навчальний заклад, ясла-садок «Сонечко», бухгалтер  |
| 13       | Сурмачевський Іван Григорович | 03.11.2010            | середня            | позапартійний          | тимчасово не працює                                         |
| 14       | Буробіна Світлана Іванівна    | 03.11.2010            | вища               | позапартійна           | Загвіздянська загальноосвітня школа, вчитель                |
| 15       | Гавриляк Стефанія Василівна   | 03.11.2010            | вища               | позапартійна           | тимчасово не працює                                         |
| 16       | Голодюк Володимир Петрович    | 03.11.2010            | середня спеціальна | позапартійний          | приватний підприємець                                       |
| 17       | Джус Михайло Володимирович    | 03.11.2010            | середня спеціальна | позапартійний          | приватна фірма «Спорт», інженер-електрик                    |
| 18       | Омелянчук Василь Федорович    | 03.11.2010            | середня            | позапартійний          | пенсіонер по інвалідності                                   |
| 19       | Халацький Ігор Миколайович    | 03.11.2010            | середня спеціальна | позапартійний          | тимчасово не працює                                         |
| 20       | Андрусяк Тетяна Ігорівна      | 03.11.2010            | вища               | позапартійна           | Загвіздянська сільська рада, головний бухгалтер             |